# Calle de los Cañuelos
La calle de los Cañuelos es una vía pública de la ciudad española de Segovia.

## Descripción
La calle nace de la plaza del Salvador y discurre, en parte paralela a la avenida del Padre Claret, hasta llegar a la calle del Coronel Rexach. En su recorrido se encuentra también con otras calles como la de los Batanes, la de los Gremios y la de Almira. En el primer cuarto del siglo XX, Mariano Sáez y Romero contaba de la vía lo siguiente:

Cañuelos.—Entra esta calle por la plazuela del Salvador y sale a la carretera de San Ildefonso. A poco de su comienzo se llega a los primeros arcos del Acueducto, que dividen la calle, y así continúa hasta la caseta-registro de las aguas que antes discurrían por el famoso Puente y que hoy, con las cañerías de presión, toman dirección distinta. En esta caseta empieza el Acueducto, pero antes hay una pared o canal que llevaba las aguas al depósito y cañería del Puente, pared que va elevándose sobre el camino buscando el nivel de los arcos, separando la calle de la carretera. A la terminación de la calle y dando frente al Campillo, parten de la conducción de aguas tres o cuatro surtidores en otros tantos caños, cañuelos como les denomina la gente, y de aquí toma origen el nombre de la calle. Cerca de esta vía, ya en la carretera de La Granja, se halla la iglesia de San Gabriel, convento de los PP. Misioneros del Corazón de María.
(Sáez y Romero, 1918, p. 27)